# Czastyje
Czastyje (ros. Частые) – wieś (sieło) w Rosji, w Kraju Permskim, ośrodek administracyjny rejonu czastińskiego. W 2010 liczyła 4859 mieszkańców.